# Александер (Канзас)
Александер (енгл. Alexander) град је у америчкој савезној држави Канзас.

## Демографија
По попису из 2010. године број становника је 65, што је 10 (-13,3%) становника мање него 2000. године.
| Група             | 2000.      | 2010.       |
| Белци             | 74 (98,7%) | 65 (100,0%) |
| Афроамериканци    | 0 (0,0%)   | 0 (0,0%)    |
| Азијати           | 0 (0,0%)   | 0 (0,0%)    |
| Хиспаноамериканци | 1 (1,3%)   | 0 (0,0%)    |
| Укупно            | 75         | 65          |